# Saint-Ignat
 Saint-Ignat  là một xã ở tỉnh Puy-de-Dôme trong vùng Auvergne-Rhône-Alpes, Pháp. Xã này có diện tích 15,37 km², dân số năm 2006 là 730 người. Khu vực này có độ cao 308 mét trên mực nước biển.